# Éric Alard
Éric Alard (Parigi, 26 agosto 1967) è un ex bobbista francese.

## Biografia
Viene ricordato come vincitore di una medaglia di bronzo nella sua disciplina, ottenuta ai campionati mondiali del 1995 (edizione tenutasi a Winterberg, Germania) insieme al connazionale Eric la Chanony. Nell'edizione l'oro andò alla Germania, 
l'argento alla nazionale canadese.